# História da República da Turquia
A história da República da Turquia começa em 29 de outubro de 1923, data da fundação de um dos Estados criados após a dissolução do Império Otomano. 

## Antecedentes
A dissolução do Império Otomano, controlado pelos turcos, foi uma consequência direta da Primeira Guerra Mundial, quando as potências aliadas derrotaram as potências centrais na Europa e as forças otomanas no teatro do Oriente Médio. Ao final do conflito, o governo otomano entrou em colapso e o Império foi conquistado e partilhado entre as potências vitoriosas. Nos anos seguintes, diversos novos Estados independentes emergiram a partir do território otomano, cuja parte central se tornou a República da Turquia.

## Desmembramento e reação (1918-1923)
O tratado de Sèvres, celebrado em agosto de 1920 entre o Império Otomano e as potências aliadas na Primeira Guerra Mundial, formalizou a paz entre as Partes após o conflito e determinou o desmembramento do território otomano. A Turquia foi dividida em "mandatos" (áreas controladas pelas potências aliadas), retirando-lhe as províncias árabes, curdas e armênias na Ásia, conforme previsto no Acordo Sykes-Picot; Istambul permaneceria sob controle turco.
A subsequente Guerra de Independência Turca não estava, porém, nos planos dos aliados. Mustafá Kemal, comandante de destaque na batalha de Gallipoli de 1915, recrutou um exército, expulsou as tropas gregas, italianas e francesas, enfrentou a República da Armênia e chegou a ameaçar os britânicos. Os revolucionários turcos, sob a liderança de Mustafá Kemal, formaram um parlamento em Ancara. Seguiram-se à declaração de soberania pelo parlamento (23 de abril de 1920) a abolição do sultanato (1º de novembro de 1922) - ato que forçou o último sultão, Mehmed VI, a fugir do país - e a proclamação da república em 29 de outubro de 1923. O califado - último resquício imperial - foi oficialmente abolido meses depois, em 3 de março de 1924. Kemal foi escolhido para o cargo de primeiro Presidente da nova república.
Expulsos os invasores, deposto o sultão, o governo de Ancara repudiou o tratado de Sèvres (que o governo otomano de Istambul - agora dissolvido - havia negociado) e celebrou um novo tratado de paz com os aliados, desta feita em melhores termos para os turcos. O tratado de Lausanne (24 de julho de 1923) delimitava as fronteiras entre Grécia, Bulgária e Turquia; esta última abandonava suas reivindicações acerca de Chipre, Iraque e Síria. Conforme determinava o acordo, grande parte da população grega (ortodoxa) da Turquia foi trocada pela população turca (muçulmana) da Grécia: cerca de dois milhões de almas viram suas nacionalidades originárias cassadas, tornando-se refugiados.

## A revolução kemalista (1923-1938)
Kemal dedicou os dez anos seguintes a presidir um processo de ocidentalização da Turquia, pela força quando necessário. unificou-se o ensino, tornando-o gratuito e obrigatório, baniram-se os títulos religiosos, o alfabeto latino substituiu o arábico, proclamou-se a igualdade de direitos civis (e, mais tarde, políticos) entre homens e mulheres, proibiu-se a poligamia, adotou-se o calendário gregoriano - com o descanso aos domingos e não mais às sextas-feiras -, até o vestuário foi objeto de leis modernizadoras (por exemplo, a proibição do uso do fez, um chapéu tradicional muçulmano). O exército passou a ser o fiel da laicização e da ocidentalização promovidas pelo governo turco, que escolheu para capital da nova república a cidade de Ancara, em detrimento de Istambul, cuja imagem estava associada ao velho governo imperial.
Uma tentativa de implementar um sistema multi-partidário, com a fundação do partido liberal, foi a pique quando aquela agremiação foi dissolvida, em 1930. 
As revoltas curdas de 1925, 1930 e 1937 são severamente reprimidas. Neste último ano, a Turquia, o Iraque, o Irã e o Afeganistão assinam o pacto de Saadabade que prevê a coordenação na luta contra a "subversão" curda.
Entre os anos de 1937 e 1938 ocorreu o Massacre de Dersim, na atual província de Tunceli. Foi o resultado de uma campanha militar turca contra a Rebelião de Dersim por grupos locais e minorias étnicas contra a Lei de Reassentamento da Turquia de 1934. Milhares de Alevitas e Zazas morreram e muitas pessoas outras foram deslocadas devido ao conflito.
A Turquia aderiu à Liga das Nações em 1932.

## A Segunda Guerra e a adesão à OTAN (1941-1952)
Escaldada pela derrota na Primeira Guerra, a Turquia manteve uma política de estrita neutralidade durante a Segunda Guerra Mundial. Assinou um pacto de não-agressão com a Alemanha em 1941, mas terminou por declarar-lhe guerra em fevereiro de 1945, condição necessária para participar da Conferência de São Francisco que viria a estabelecer a ONU.
A Convenção de Montreux confiou à Turquia a responsabilidade pelos estreitos do Mar Negro (Bósforo e Dardanelos), cobiçados por Stalin (por razões históricas - Constantinopla foi a capital da cristandade ortodoxa - e geoestratégicas - os estreitos eram o único acesso da frota soviética do Mar Negro ao Mediterrâneo).
As reivindicações de Stalin por territórios a oeste da Turquia jogam-na, em definitivo, nos braços da Aliança Atlântica. Assina acordos de cooperação militar e econômica com os Estados Unidos em 1947-1948, recebe fundos do Plano Marshall e entra para o Conselho da Europa. Passa a integrar a OTAN em 1952.

## O pós-kemalismo: entre a democracia, o exército e o islã (1945-)
A partir de 1945, o modelo político turco começa a abrir-se. Uma reforma eleitoral autoriza a formação de novos partidos e aproxima o país da democracia, criando uma oposição legal. Em maio de 1950, o partido democrata chega ao poder, com 53% dos votos, no que vem a ser a primeira alternância política desde 1923. A liberalização econômica continua, com forte ajuda americana. A laicização do país é posta em causa, com o surgimento de manuais corânicos em árabe, a volta do ensino religioso nas escolas públicas e a flexibilização das regras de vestuário. Com o tempo, porém, o partido democrata procurou promulgar leis de censura, encontrou dificuldades econômicas (inflação e endividamento) e tentou utilizar o exército contra rivais políticos.
Os militares, descontentes, derrubam o governo do presidente Celal Bayar e do primeiro-ministro Adnan Menderes, em 27 de maio de 1960, num movimento chefiado pelo general Cemal Gürsel. O poder foi devolvido aos civis em outubro de 1961. O frágil sistema político após o golpe de 1960 apresentava coalizões parlamentares instáveis, que se alternavam entre o Partido da Via Justa, de Süleyman Demirel, de direita, e o partido popular republicano, de Ismet Inonu e Bulent Ecevit, de esquerda. Em 1971, novo golpe de Estado militar depõe o primeiro-ministro Süleyman Demirel. 
O apoio dado pela junta militar grega a um golpe de Estado em Chipre, chefiado por cipriotas gregos extremistas, leva o primeiro-ministro Bulent Ecevit a determinar que as forças armadas turcas invadam a ilha em julho de 1974.
A situação política deteriora-se ao longo dos anos 1970. A extrema-direita e a extrema-esquerda se radicalizam, com atentados terroristas e perseguição política. Em 1980, novo golpe de Estado militar, chefiado por Kenan Evren, deu causa a uma forte repressão: todos os partidos foram dissolvidos, os militares assumem o controle das instituições governamentais, o papel do exército é ampliado na constituição turca e cria-se um conselho de segurança nacional para preparar a volta dos civis ao poder, o que ocorreu com as eleições de 1983.
Turgut Özal, primeiro-ministro pelo partido da pátria a partir de 1983, elege-se presidente em 1989. Procurou manter o caráter democrático do processo político e transformou a economia turca, inclusive preparando-a para um processo de privatização. Buscou aproximar-se do Ocidente, em especial dos Estados Unidos. Durante a Guerra do Golfo de 1991, Özal apoiou a coalizão contra o Iraque.
Em meados da década de 1990, sucederam-se governos chefiados por Tansu Çiller, Mesut Yilmaz e Necmettin Erbakan. Em 1998, os militares forçaram este último a renunciar, devido a sua política religiosa, considerada perigosa para a natureza laica da Turquia. A partir das eleições de 1999, o governo adotou novas medidas de reforma econômica, promulgou leis de respeito aos direitos humanos e aproximou o país da União Europeia (UE).
Uma série de choques econômicos levou à convocação de eleições em 2002, após as quais subiu ao poder o partido da justiça e desenvolvimento, conservador e de inspiração islâmica, chefiado pelo ex-prefeito de Istambul, Recep Tayyip Erdoğan. O governo Erdoğan começou as negociações com a UE com vistas à eventual integração em 3 de outubro de 2005.
No dia 1 de janeiro de 2005 o país adotou a nova lira turca, no valor de um milhão de liras antigas.

## A União Europeia e a Turquia
A Turquia apresentou sua candidatura a membro associado da então Comunidade Econômica Europeia em 1959; candidatou-se à entrada na UE em 1987. Finalmente, 17 anos após a solicitação turca, o Conselho da UE aprovou a abertura das negociações com a Turquia, que tiveram início em 3 de outubro de 2005. A adesão do país À UE é considerada um tema polêmico na Turquia e entre os membros atuais da união.